# Собаководство

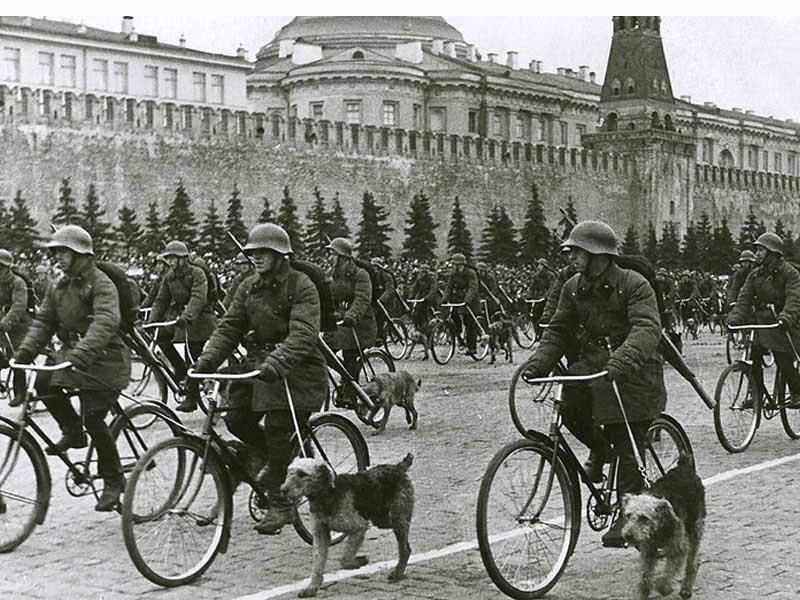
Специалисты служебного собаководства ВС Союза ССР, на велосипедах. Парад 1 мая 1938 года.

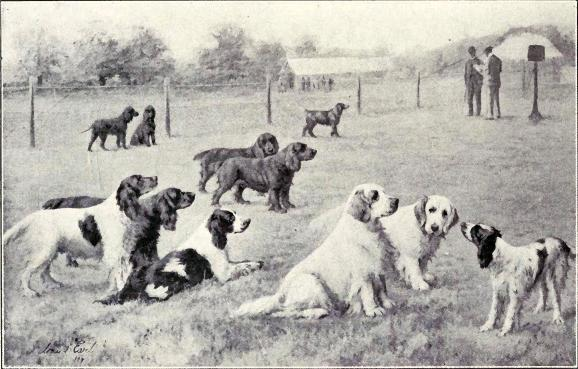
Группа охотничьих собак, 1915 год.

Собаково́дство — вид человеческой деятельности, главной целью которого является разведение и выведение пород собак. 
Область знаний о собаководстве также называют кинологией (др.-греч. κύων, κυνός — «собака» и др.-греч. λόγος — «знание»), а специалиста в этой области — кинологом. Различают разные направления в собаководстве:
- служебное (полицейские, караульные, сторожевые собаки и т. д.)
- прикладное (пастушьи, ездовые собаки)
- охотничье (подружейные, норные и т. д)
- декоративное (разведение собак по экстерьерным качествам для участия в выставках)
- спортивное (собаки узкой специализации в конкретных видах кинологического спорта)
- мясное (традиционно занимались китайцы, корейцы и индейцы)

Самой крупной кинологической организацией в мире является Международная кинологическая федерация (МКФ/FCI).

## Племенное разведение собак
Под племенной работой понимается система мероприятий, которые направлены на улучшение существующих пород, выведение новых пород и создание эффективного пользовательного поголовья. Прекращение племенной работы под управлением человека за несколько поколений приводит к превращению поголовья в группу беспородных животных, утративших все особенности исходной породы.
Основными элементами племенного разведения собак являются отбор, подбор и направленное выращивание молодняка. В собаководстве используются все три основных метода разведения: чистопородное разведение, скрещивание и гибридизация..

### Отбор
Для племенного разведения отбираются наиболее ценные представители породы. Племенная ценность проявляется в способности особи или группы особей давать потомство определённого качества при спаривании с той или иной группой особей. Ценность определяется на основе оценки собственного фенотипа собаки, генотипа и фенотипа её предков, родственников и потомков.

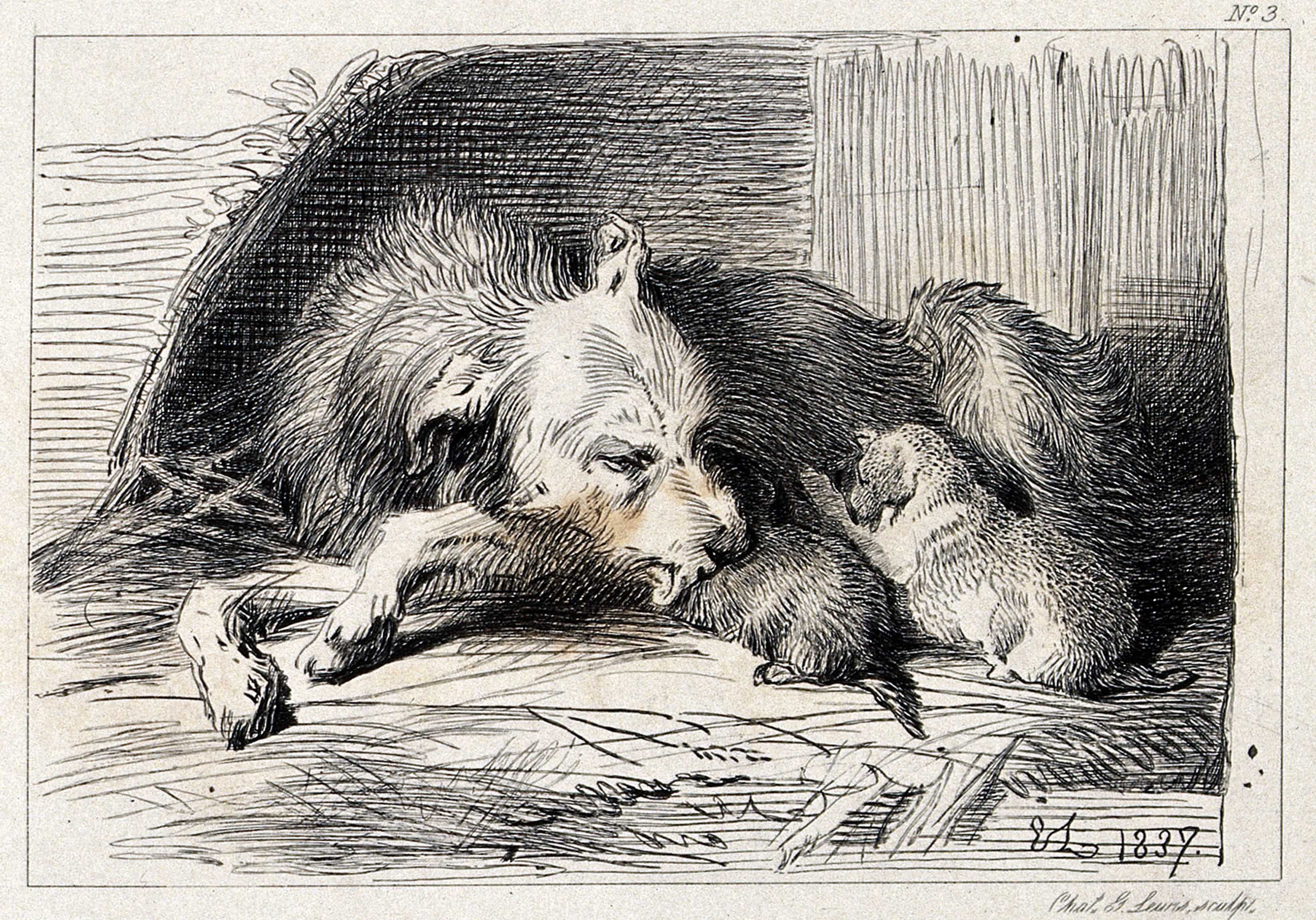
Сука с подсосными щенками

При оценке племенной ценности учитываются:
- экстерьер и конституция;
- рост и развитие;
- рабочие качества и особенности поведения;
- воспроизводительные способности;
- устойчивость к заболеваниям.

В собаководстве применяются массовый (по собственному фенотипу) и индивидуальный (по генотипу) отбор, однако в связи с низкой наследуемостью большинства признаков, по которым проводится отбор, индивидуальный отбор более эффективен и широко используется в мировой практике.

### Подбор
Племенной подбор — зоотехнический приём, позволяющий систематически совершенствовать представителей породы. При однородном подборе для усиления и закрепления желательных признаков подбирают кобеля и суку, сходных по внешнему виду, рабочим качествам, а иногда и по происхождению. Разнородный подбор (аутбридинг) подразумевает получение потомства от родителей, отличающихся по ряду признаков. Считается, что разнородным подбором можно устранить имеющийся у производителя недостаток. Обе формы подбора используются совместно.
При подборе особей для спаривания особое значение имеет степень родства производителей. В собаководстве широко используется родственное спаривание (инбридинг), позволяющее закрепить желательные признаки. Однако, при постоянном использовании близкого инбридинга также повышается риск генетических заболеваний. Добросовестные заводчики сейчас тестируют своих производителей на предмет носительства наследственных болезней.

### Чистопородное разведение

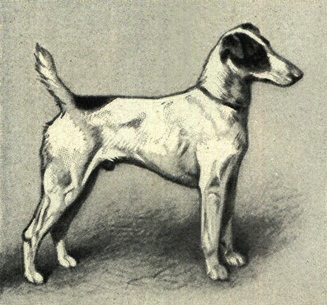
Портрет гладкошерстного фокстерьера

Задача чистопородного разведения — сохранение биологических и хозяйственных особенностей породы, созданных предшествующей племенной работой, и их совершенствование в избранном направлении.
Основой чистопородного разведения считается линейное разведение в виде оптимального использования оцененных производителей. Различают генеалогические и заводские линии. Генеалогическая линия может формироваться без специальной племенной работы, в виде группы животных, происходящих от одного общего родоначальника. Заводская линия характеризуется не только общим происхождением, но и рядом общих признаков, которые поддерживаются племенной работой. Разведение по линиям даёт возможность избежать случайного родственного спаривания. Создание заводской линии заключается в отборе родоначальника, создании достаточно большой родственной группы, типизации на основе всесторонней оценки поголовья, закрепления типа путём внутрилинейного подбора с использованием инбридинга, обогащение линии путём прилития крови из других линий.

### Скрещивание
Межпородные скрещивания в собаководстве осуществляются разными методами, в зависимости от цели.
Промышленное скрещивание применяют для получения особей, способных работать в особых условиях или обладающих более высокими рабочими качествами, например, способностью к дрессировке.
Вводное скрещивание (прилитие крови) применяется в тех случаях, когда нужно исправить недостаток уже сложившейся породы, а также если нужно повысить генетическое разнообразие в породе. Производитель улучшающей породы используется в разведении однократно.
Поглотительное (или преобразовательное) скрещивание используют для коренного улучшения одной породы с помощью другой, когда первоначальная порода не соответствует предъявляемым к ней требованиям, но не может быть сразу и полностью заменена другой породой.
Воспроизводительное скрещивание имеет целью получение новых пород, сочетающих в себе ценные свойства исходных.

## Породы собак
Основная статья: Породы собак

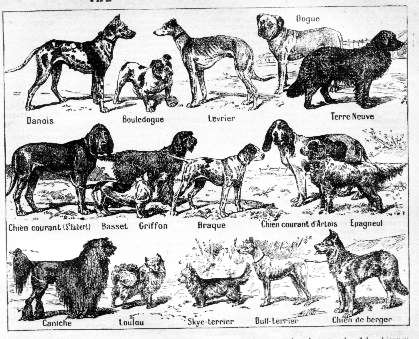
Породы собак

Порода собак — совокупность близкородственных и схожих по внешним признакам собак. Собаки одной породы обладают характерными особенностями, которые получены путём селекции и поддерживаются человеком, а их происхождение известно.
Порода собак состоит из значительного количества особей, стабильно передающих определённые характеристики (экстерьер, психику, рабочие качества) в течение поколений. Собаки определённой породы производят на свет потомство, подобное родителям. Отдельная собака идентифицируется как представитель породы посредством подтверждения её происхождения на основании генетического анализа или письменных регистрационных записей о её происхождении (родословной). Породы собак классифицируются на различные группы кинологическими организациями.

## Стандарт породы
Стандарт породы — это описание всех черт типичного представителя породы, которым должны отвечать собаки данной породы. Стандарт содержит требования по особенностям поведения, психики, конституции, экстерьеру и другим показателям. Стандарт разрабатывается и утверждается кинологической организацией, занимающейся разведением породы, и подлежит пересмотру, если меняются требования, предъявляемые к породе.
Чаще всего изначальный стандарт породы утверждает кинологическая федерация страны происхождения породы, где она была выведена. Остальные федерации переводят и утверждают оригинальный стандарт. В странах, членах МКФ, действуют единые стандарты пород, признанных Международной кинологической федерацией.
Стандарт определяет основные пропорции и наиболее желательные физические параметры собак: рост, вес, голова, морда, нос, губы, зубы, глаза, веки, уши, шея, грудная клетка, круп, хвост, передние конечности, задние конечности, кожа, шерстный покров, окрас. При оценке животных учитываются общий вид, телосложение, костяк, здоровье, темперамент и т. д. Эксперт на выставке проводит оценку и сравнение животных между собой, основываясь на их соответствии стандарту породы. Выигрывает представитель породы, обладающий наиболее соответствующими стандарту качествами экстерьера и психики.

## Выставки собак
Основная статья: Выставка собак

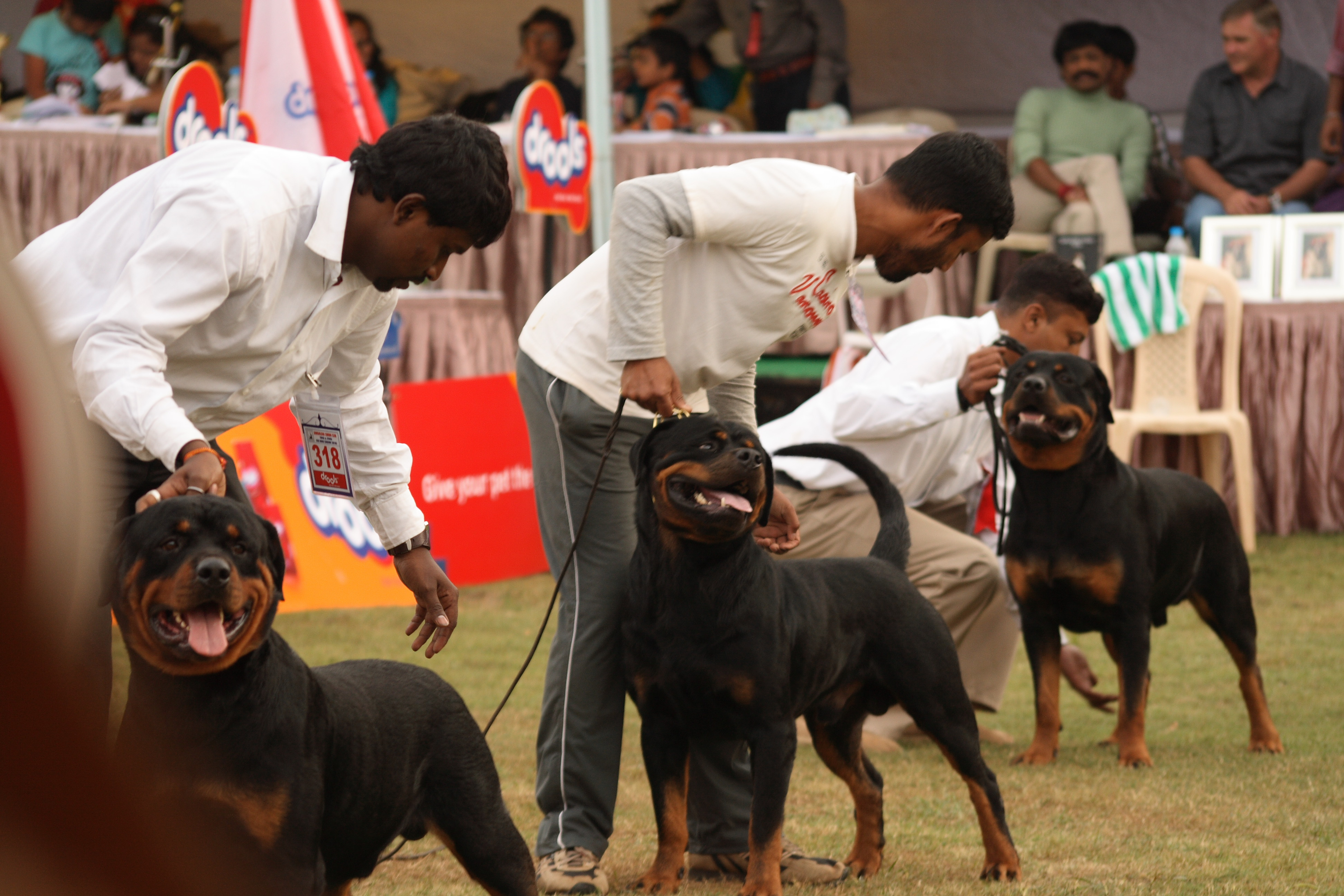
Выставочный ринг ротвейлеров

Выставки собак — кинологические мероприятия направленные на выявление наиболее качественных представителей породы. Первая выставка собак состоялась в Москве 26 декабря 1874 года. За два года до этого в столице проходила Политехническая выставка, в рамках которой также были представлены различные породы охотничьих собак, однако она не была специализированной собачьей выставкой.
Первая выставка собак была организована Императорским обществом размножения охотничьих и промысловых животных и правильной охоты, так как в те времена разведение и селекция собак в первую очередь была связана именно с охотой. Даже использование собак в полицейской службе началось позднее, поэтому первые выставки собак были посвящены исключительно охотничьим породам собак. Правивший в те годы Александр II не только покровительствовал обществу, но и сам был страстным любителем собак и псовой охоты.
Результаты первой выставки оказались весьма неплохи, а привлеченное к ней внимание оказалось настолько велико, что в дальнейшем вплоть до 1917 года выставки собак проводились в России ежегодно.

## Виды дрессировки собак

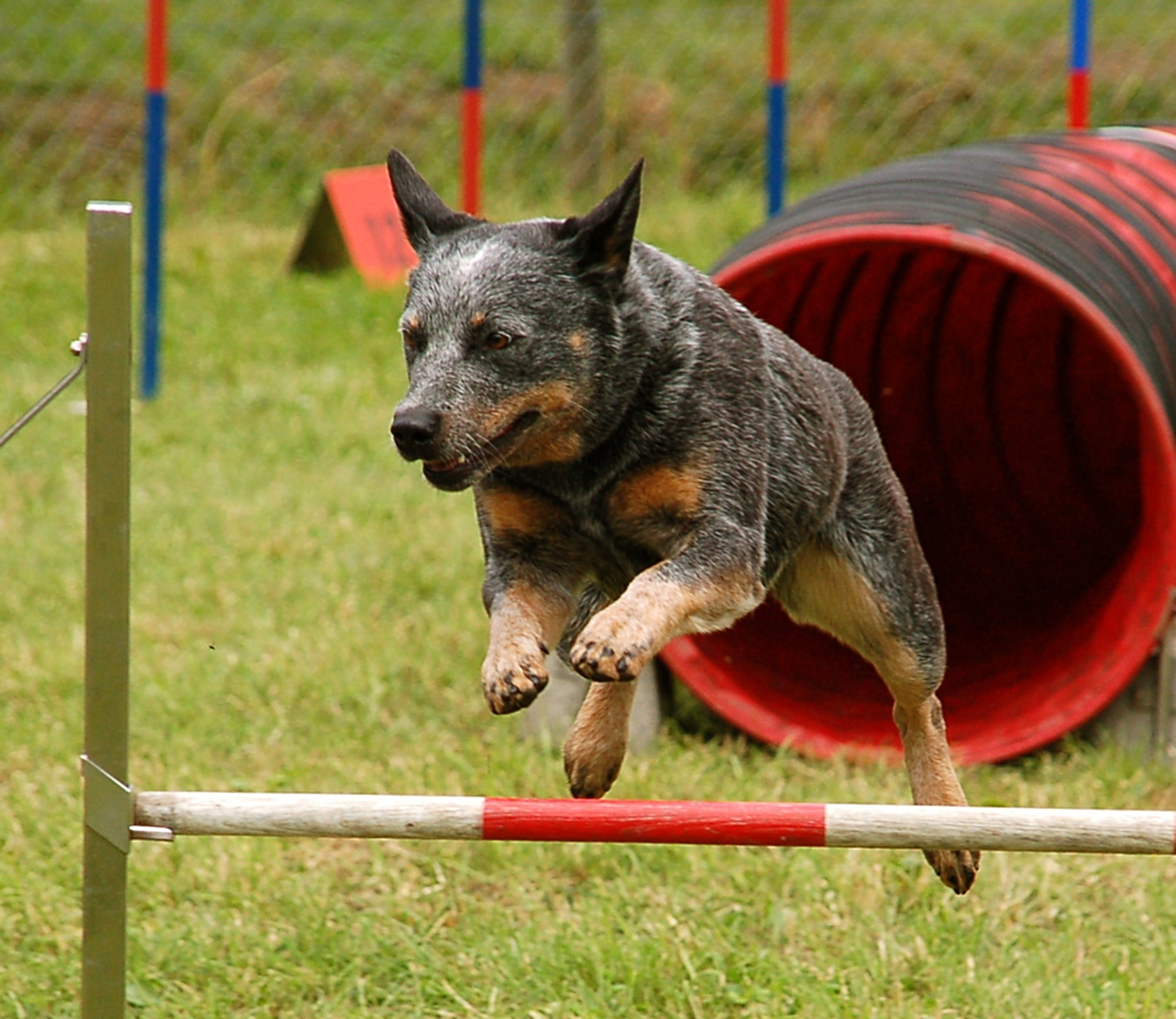
Австралийский хиллер на трассе аджилити

Основная статья: Виды дрессировки собак
Существует множество видов применения собак в жизни человека. Кроме первоначального предназначения пород (пастьба, охота, охрана скота, перевозка грузов и т. д.) существуют различные виды дрессировки, позволяющие человеку использовать собак как помощников или же проводить с ними досуг. Виды дрессировки делятся на служебные, социальные и спортивные в зависимости от назначения норматива и возможности его применения в реальной жизни. Дрессировкой могут заниматься как специалисты-кинологи, так и простые любители собак.

## Виды специализации кинологов

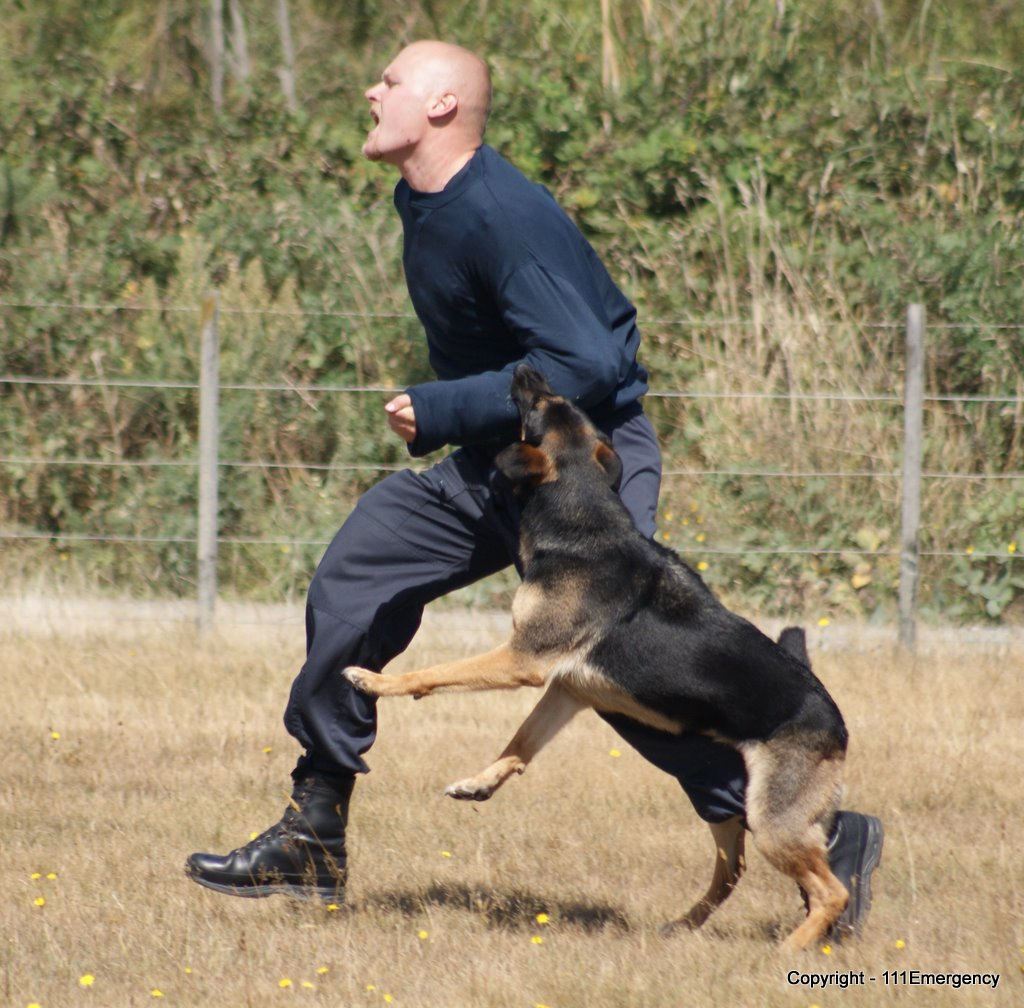
Помощник по защите (фигурант) работает с немецкой овчаркой

- Эксперт-кинолог (судья на выставке)

- Специалист-кинолог, кинолог-инструктор, дрессировщик
- Помощник по защите (фигурант);
- Хендлер (человек подготавливающий собак к выставкам и демонстрациям на выставках);
- Диетолог (разработка программ питания для собаки);
- Фитнес-инструктор;
- Вожатый караульной собаки (проводник служебной собаки);
- Зоопсихолог (собачий психолог);
- Грумер (специалист по уходу за шерстью собаки, занимающийся стрижкой и укладкой)
- Заводчик (специалист по племенной работе и разведению, руководитель питомника, как правило, имеющий специальное образование и знания в области генетики)

## Ездовое собаководство

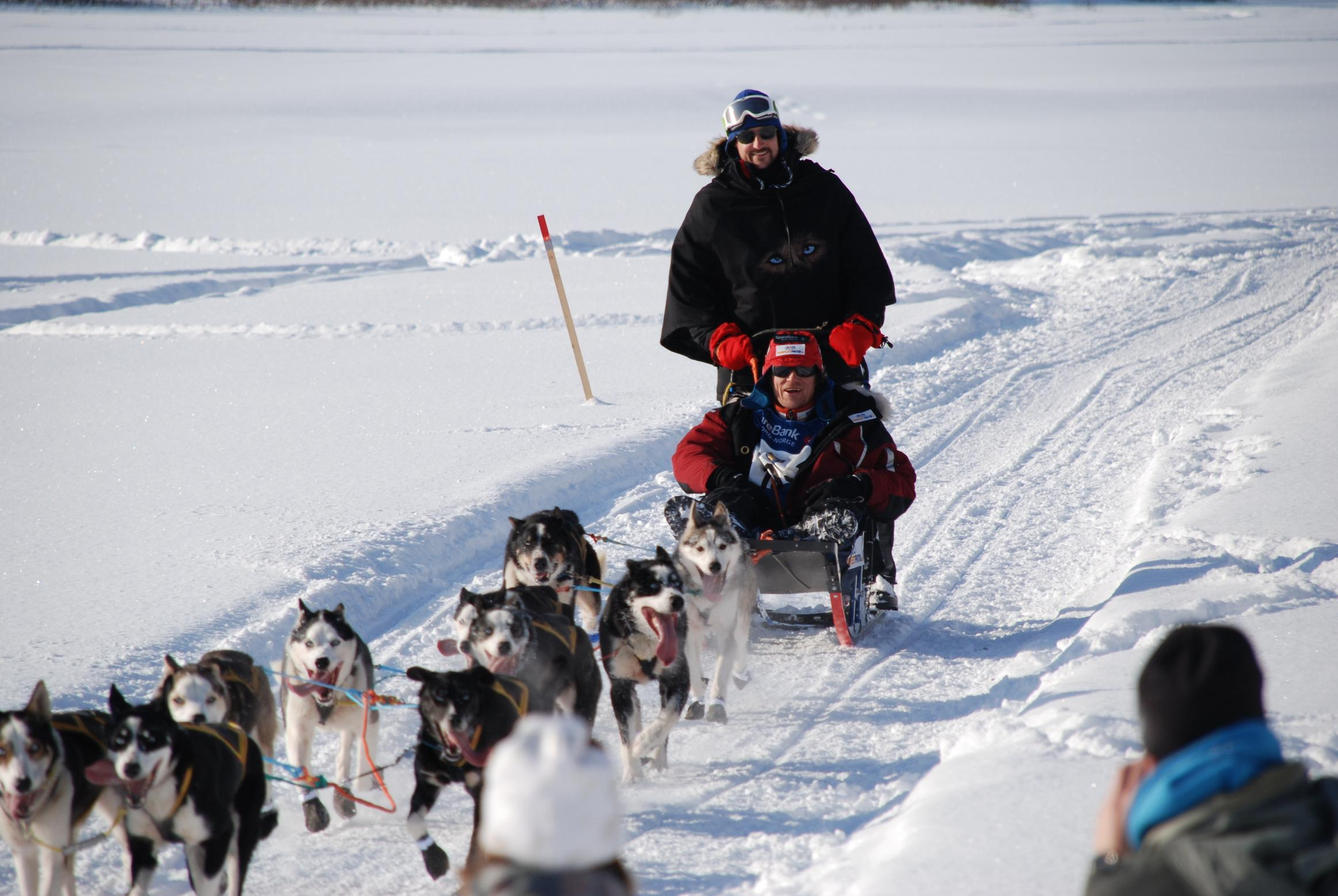
Упряжка ездовых собак

Ездовое собаководство предполагает разведение ездовых собак, специально тренируемых и используемых для транспортировки людей и грузов. При помощи определённых типов нарт и собачьей упряжи. Существует несколько видов упряжек и методов езды на собаках.
Наряду с упряжным собаководством, на территории Сибири ездовые собаки также используются в качестве подсобной тягловой силы. Если при упряжном собаководстве человек только управляет собаками, то при тягловом он сам помогает собаке тянуть сани (нарту). Тягловое собаководство несомненно является более древним. На территории Сибири оно в большинстве случаев принадлежит к исчезающим формам транспорта и не имеет четко выраженных типов нарт, упряжек, упряжи.

## Охотничье собаководство

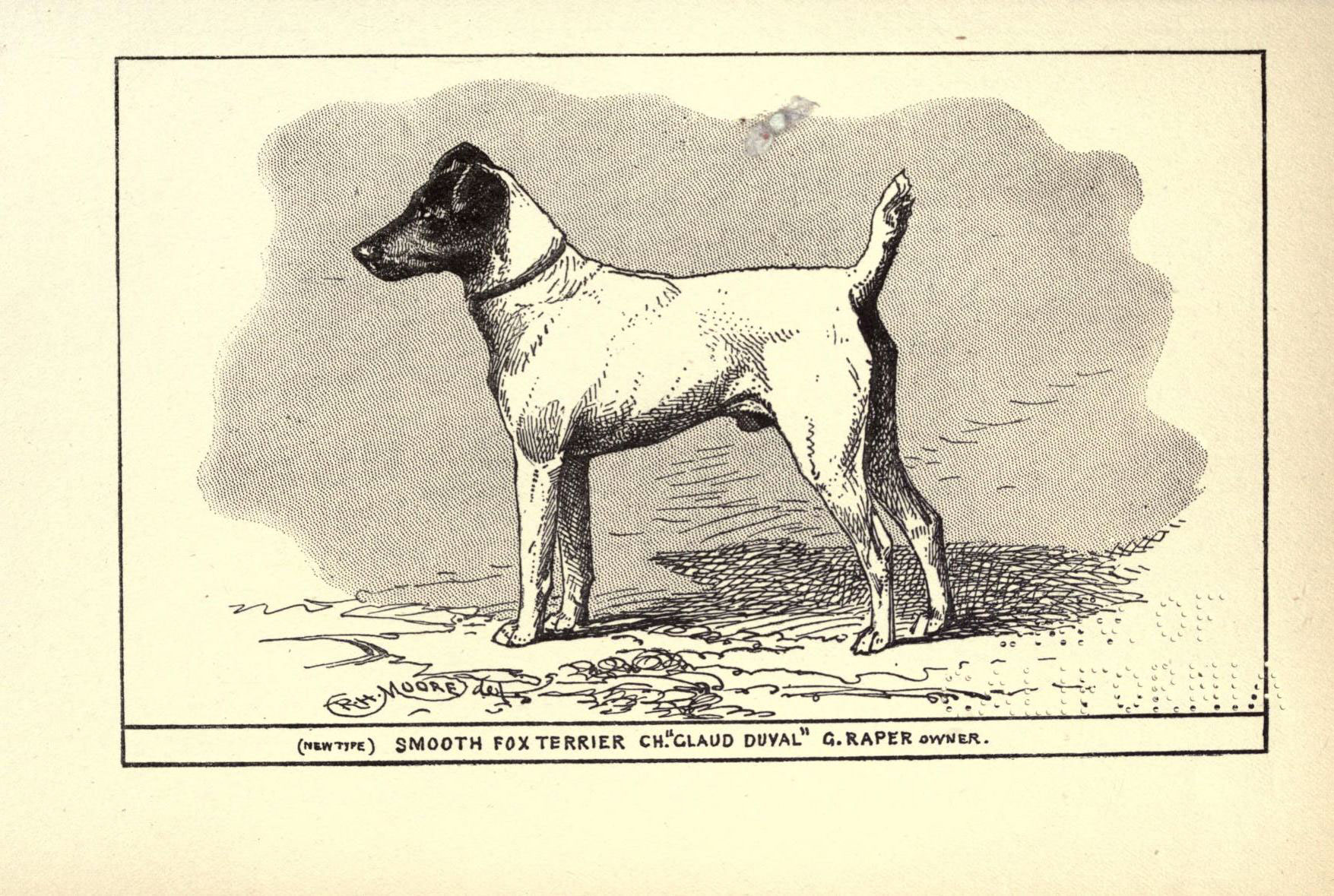
Охотничий фокстерьер, гравюра

Охотничье собаководство — отрасль животноводства, имеющая целью племенное разведение охотничьих собак. Основными зоотехническими мероприятиями являются племенные выставки с бонитировкой, выводки, испытания и состязания. Испытания охотничьих собак проводятся по разным видам дичи по разным правилам в условиях, наиболее приближенным к охоте на эти виды дичи. Для разведения используются собаки, соответствующие стандарту породы и успешно прошедшие испытания.
В России охотничьим собаководством занимается «Росохотрыболовсоюз» (РОРС), ведущий племенные книги с 1964 года. В 1996 году была образована Российская федерация охотничьего собаководства (РФОС), входящая в РКФ и представляющая охотничье собаководство России в рамках Международной кинологической федерации. РКФ также проводит охотничьи пробы и филд-трайлы по правилам FCI, которые носят в большей мере спортивный характер.

## Разведение и содержание собак опасных пород
В ряде европейских стран разведение собак пород, признанных опасными, законодательно запрещено.
В Великобритании подобные ограничения были введены с 1991 года. В Новой Зеландии, после ряда несчастных случаев, c 1997 года запрещено содержать и разводить питбультерьеров, тоса-ину и бразильских фила. Эти животные подлежат уничтожению, а их метисы — стерилизации.
Во Франции «опасные собаки» разделены на две группы:
1. метисы амстаффов, мастифов, тоса-ину (подлежат обязательной стерилизации);
2. амстаффы, тоса-ину, мастифы, ротвейлеры и метисы ротвейлеров

В возрасте старше 8 месяцев такие собаки должны пройти обязательный тест на поведение.
В Латвии нет запрета на содержание каких-либо пород, однако, опасной может быть признана собака, нанесшая телесные повреждения от средней тяжести до причинения смерти. За нападение на позвоночное животное собаку также могут признать опасной.
Существует три решения после признания собаки опасной:
- коррекция поведения
- стерилизация
- усыпление

Комиссия может не признать собаку опасной после нанесения ею повреждений в следующих случаях:
- пострадавший или животное самовольно вторглись на частную территорию
- пострадавший дразнил, мучил или другим способом безжалостно относился к собаке или нападал на неё
- пострадавший своими действиями напрямую угрожал жизни, здоровью или имуществу хозяина
- служебная собака выполняла свою работу

## Международные кинологические организации

Эмблема Международной Кинологической Федерации (FCI)

- FCI — Fédération Cynologique Internationale, Международная кинологическая федерация
- The Kennel Club — Британский кинологический клуб
- AKC — American Kennel Club — Американский клуб собаководства
- UCI — United kennel clubs internarional, Международная ассоциация кинологических федераций
- IKU — International Kennel Union, Международный кинологический союз
- WKU — World Kennel Union, Международный кинологический союз (Всемирный кинологический союз)
- ACW — Alianz Canine Worldwide, Всемирный кинологический Альянс
- IFCS — International Federation of Cinological sports
- CKC — Continental Kennel Club
- WCHSA — World Cynologic Hunting Sports Alliance